# Jean-François Paillard
Jean-François Paillard (ur. 12 kwietnia 1928 w Vitry-le-François, zm. 15 kwietnia 2013 w Saint-Auban-sur-l’Ouvèze) – francuski dyrygent.

## Życiorys
Ukończył studia matematyczne na Uniwersytecie Paryskim (1950). Studiował też w Konserwatorium Paryskim u Norberta Dufourcqa i w Mozarteum w Salzburgu u Igora Markevitcha. W 1953 roku założył złożony z 13 muzyków Ensemble Instrumental Jean-Marie Leclair, w 1959 roku przekształcony w Orchestra de Chambre Jean-François Paillard. Z zespołem tym wykonywał muzykę barokową, głównie mniej znanych kompozytorów tego okresu, sięgał też po repertuar klasyczny i XX-wieczny. Odbył liczne tournées koncertowe, dokonał nagrań płytowych dla wytwórni Erato i RCA. Odznaczony został kawalerią Legii Honorowej i kawalerią Orderu Narodowego Zasługi.
Był wydawcą serii Archives de la Musique Instrumentale, opublikował też cykl esejów La musique française classique (wyd. Paryż 1960).